# Choura Milena
Choura Milena est une actrice française d'origine russe, née Alexandra Barache le 25 avril 1902 à Saint-Pétersbourg et morte le 23 septembre 1976 à Issy-les-Moulineaux.

## Biographie
Choura Milena était l'épouse de Marco de Gastyne sous la direction duquel elle a joué dans plusieurs films au cours des années 1920.

## Filmographie
Tous les films ont été réalisés par Marco de Gastyne :
- 1923 : À l'horizon du sud (ou L'Aventure)
- 1925 : La Blessure : Mary Norman
- 1926 : La Châtelaine du Liban : Micheline Hennequin
- 1928 : Mon cœur au ralenti : Evelyn Turner
- 1929 : La Merveilleuse Vie de Jeanne d'Arc, fille de Lorraine
- 1932 : La Bête errante : Flossie